# Dakota Fanning
Hannah Dakota Fanning (Conyers, 23 februari 1994) is een Amerikaanse actrice en voormalig kindster. Ze heeft op jonge leeftijd al vele acteerprijzen gewonnen, waaronder een Saturn Award voor War of the Worlds en een Satellite Award voor I Am Sam.

## Biografie
Fanning is een dochter van tennisspeelster Joy Arrington en Steve J. Fanning, die minor league baseball speelde voor de St. Louis Cardinals. Tegenwoordig werkt hij als verkoper van elektronica in Los Angeles. Op 9 april 1998 kreeg Dakota Fanning een zusje, Elle Fanning.
Fanning is half Duits. Haar achternaam is afkomstig uit Ierland. De familie is lid van de Southern Baptist Convention.

## Carrière
Fanning stond op haar vijfde voor het eerst voor de camera voor een televisiereclame voor een wasmiddel. Haar eerste 'echte' acteerwerk was een gastrol in een aflevering van ER, die in 2000 werd uitgezonden. Fanning speelde een leukemiepatiënt die een auto-ongeluk krijgt. Later vertelde Fanning dat het een van haar favoriete rollen was, ook al was het maar twee dagen werk.
Na ER speelde Fanning gastrollen in onder andere CSI: Crime Scene Investigation, Friends, The Practice en Spin City. Daarnaast speelde ze de jongere versies van de titelrollen in zowel Ally McBeal als The Ellen Show.
In 2001 speelde Fanning tegenover Sean Penn in I Am Sam, een dramafilm over een mentaal instabiele man die vecht voor de voogdij over zijn dochter (Fanning). Door deze rol werd Fanning in 2002 als jongste actrice ooit genomineerd voor een Screen Actors Guild Award. Toen ze voor haar vertolking van Lucy Diamond Dawson een prijs kreeg van de Broadcast Film Critics Association, was ze te klein om bij de microfoon te komen. Acteur Orlando Bloom tilde haar op, zodat Fanning alsnog een dankwoordje kon uitspreken.
In 2002 was Fanning te zien in de thriller Trapped als de dochter van Charlize Theron, die ontvoerd wordt door een geniale ontvoerder (Kevin Bacon). Fanning was naar verluidt dusdanig goed voorbereid, dat ze niet alleen haar eigen zinnen kende, maar het complete script.
Eveneens in 2002 speelde ze een belangrijke rol in Rufus Wainwrights videoclip van diens cover van het Beatlesnummer Across the Universe.
Fanning brak internationaal door toen regisseur Steven Spielberg haar inzette in de miniserie Taken. Criticus Tom Shales schreef voor de The Washington Post dat Fanning een "geweldige uitstraling heeft en een aanbiddelijke en veelbelovende actrice is." Deze rol leverde haar een nominatie voor een Young Artist Award op.
Ze werkte eind 2002 mee aan de filmbewerking van het boek The Cat in the Hat, die in 2003 uitkwam. Hoewel de film slecht ontvangen werd en acht keer genomineerd werd bij de Razzie Awards, ontving Fanning opnieuw een nominatie voor een Young Artist Award.
In 2003 deed Fanning voice-overwerk voor vier animatiefilms. Ze sprak de stem van Satsuki in voor de Engelse versie van de Japanse film My Neighbor Totoro. Tevens sprak ze tekst in voor een verlengde aflevering van Kim Possible, die ook werd uitgebracht als de televisiefilm Kim Possible: A Sitch in Time. Verder sprak ze de stem van een jonge Wonder Woman in voor een aflevering van Justice League Unlimited, die in augustus 2004 uitgezonden werd.
In 2004 verscheen Fanning in Man on Fire als Pita, een negenjarige die een hechte band opbouwt met haar lijfwacht, gespeeld door Denzel Washington. Ze werd gekozen door regisseur Tony Scott, nadat hij haar de avond voordat Washington werd geselecteerd, zag in de film I Am Sam. Hij zag in Washington en Fanning een goede combinatie. Voor haar rol nam de actrice piano- en zwemlessen. Daarnaast kreeg ze een cursus Spaans. Fanning reisde voor de opnamen van de film naar Mexico-Stad. Hier was het noodzakelijk om 24 uur per dag omgeven te zijn door bodyguards. Ironisch is dat de actrice in de film ontvoerd wordt nadat haar bodyguard faalt om haar te beschermen. Fanning werd wederom genomineerd voor een Young Artist Award.

### 2005 tot heden
Fanning droeg een donkerharige pruik voor haar rol in Hide and Seek, die in januari 2005 uitgebracht werd. Regisseur, John Polson wilde in eerste instantie "de volgende Dakota Fanning" voor de rol van Emily en liet audities houden. Toch werd uiteindelijk Fanning zelf ingezet tegenover Robert De Niro en Famke Janssen. Fanning won voor haar rol in de film een MTV Movie Award.
Kurt Russell, tegenspeler in de jeugdfilm Dreamer: Inspired by a True Story sprak vol lof over zijn collega. Hij noemde Fanning de beste actrice waar hij in zijn carrière mee samengewerkt had. Ook vertelde hij overweldigd te zijn geweest door haar bekwaamheid. Kris Kristofferson, die Fannings grootvader speelt in de film, noemde Fanning een "gereïncarneerde Bette Davis." Russell was zelfs zó dol op de actrice, dat hij een paard voor haar kocht, dat Fanning Goldie noemde. Fanning werd voor de film genomineerd bij de Nickelodeon Kids' Choice Awards en won een Young Artist Award.
Nadat de opnamen van Dreamer: Inspired by a True Story erop zaten, ging Fanning onmiddellijk door naar de opnamen van de door Spielberg geregisseerde War of the Worlds, waarin ze tegenover Tom Cruise te zien was. Spielberg sprak positief over haar en vertelde hoe geweldig hij het vond dat Fanning "een snelle leerling is en realistisch emoties kan tonen."
Toen de opnamen van War of the Worlds er op zaten, ging Fanning onmiddellijk door met haar volgende project: Charlotte's Web. Voor de opnamen moest Fanning naar Australië. Producent Jordan Kerner vertelde dat Fanning destijds nog dusdanig in de ban van War of the Worlds was, dat de crew al was begonnen met het zoeken naar andere kinderactrices. Hij vertelde ook dat "niemand het kon halen bij Fanning." Fanning werd niet vervangen.
In de zomer van 2006 begon Fanning met de opnamen van Hounddog. Haar agent overtuigde haar deze rol te spelen, omdat deze "uitdagend" was voor Fanning als actrice. Fannings ouders kregen veel kritiek voor het toestemming geven aan hun dochter om in die film te spelen, met name vanwege een scène waarin ze wordt verkracht. Fanning verdedigde haar ouders door te zeggen dat alles geacteerd is. Terwijl het publiek uitging van een controversiële film, hoopten Fannings ouders op een Oscar-nominatie.
In december 2006 werd Charlotte's Web uitgebracht. Fanning ontving positieve kritieken voor haar rol. Het Nederlandse filmblad Film Valley schreef dat Fanning een "groots actrice in klein formaat" is. Veel critici zijn het er over eens dat niemand beter gekozen had kunnen worden dan Fanning.
Ondanks de controverse rondom de verkrachtingsscène in Hounddog, ging de film op 22 januari 2007 in première op het Sundance Film Festival. Ze werd door critici slecht ontvangen. Criticus Todd McCarthy schreef dat de film niet eens door de beruchte scène heeft gefaald en dat Fanning niet op haar best was.

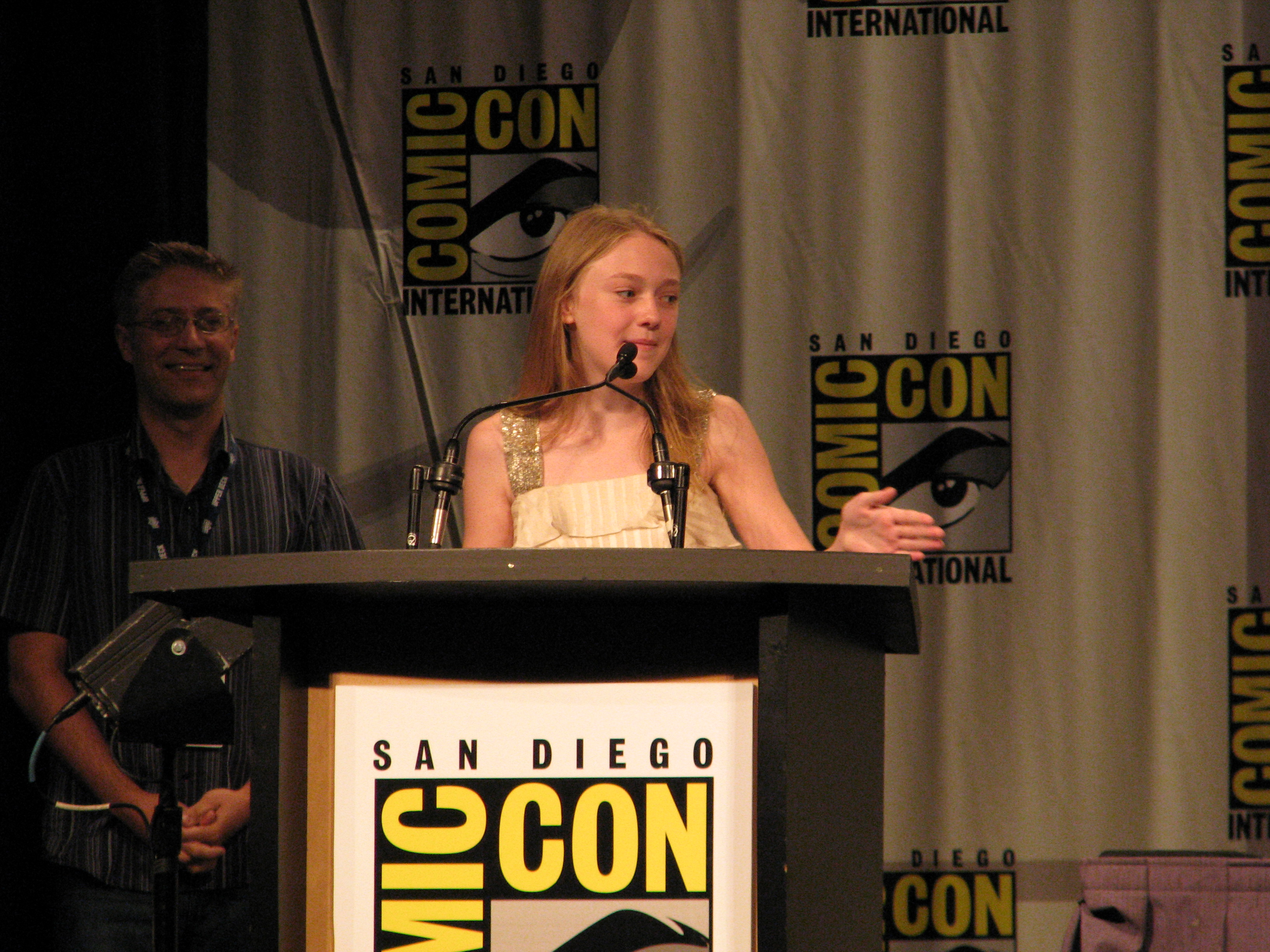
Fanning op San Diego Comic-Con International in 2008

In januari 2008 begon Fanning met de opnamen van The Secret Life of Bees. De film ging in september 2008 in première op het Toronto Film Festival en kreeg voornamelijk positieve reacties. In februari 2008 besloot ze samen met haar zus Elle Fanning niet mee te werken aan My Sister's Keeper, omdat ze haar hoofd niet kaal zou willen scheren. Haar rol werd overgenomen door de twee jaar jongere kindster Abigail Breslin. In maart 2009 begon Fanning met de opnamen voor The Twilight Saga: New Moon, het vervolg op Twilight, waarin ze de rol van Jane vertolkte. In de derde film The Twilight Saga: Eclipse en in de laatste film (The Twilight Saga: Breaking Dawn Part 2) speelt ze weer Jane.
In 2012 kwam ook Now is Good uit, een film gebaseerd op het boek Before I Die van Jenny Downham, waarin ze Tessa, een zeventienjarig meisje met leukemie speelt. In 2013 volgde The Motel Life.

### Film
| Jaar | Titel                                   | Rol                        | Notities                |
| ---- | --------------------------------------- | -------------------------- | ----------------------- |
| 2001 | Father Xmas                             | Clairee                    | Korte film              |
| 2001 | Tomcats                                 | Meisje in park             |                         |
| 2001 | I Am Sam                                | Lucy Diamond Dawson        |                         |
| 2002 | Trapped                                 | Abigail "Abbie" Jennings   |                         |
| 2002 | Sweet Home Alabama                      | Jonge Melanie              |                         |
| 2002 | Hansel and Gretel                       | Katie                      |                         |
| 2003 | Uptown Girls                            | Lorraine "Ray" Schleine    |                         |
| 2003 | The Cat in the Hat                      | Sally Walden               |                         |
| 2003 | Kim Possible: A Sitch in Time           | Voorschoolse Kim           | Stemrol                 |
| 2004 | Man on Fire                             | Lupita "Pita" Martin Ramos |                         |
| 2004 | My Neighbor Totoro                      | Satsuki Kusakabe           | Stemrol                 |
| 2004 | In the Realms of the Unreal             | Vertelster                 | Stemrol                 |
| 2005 | Hide and Seek                           | Emily Callaway             |                         |
| 2005 | Lilo & Stitch 2: Stitch Has a Glitch    | Lilo Pelekai               | Stemrol                 |
| 2005 | Nine Lives                              | Maria                      |                         |
| 2005 | War of the Worlds                       | Rachel Ferrier             |                         |
| 2005 | Dreamer                                 | Cale Crane                 |                         |
| 2006 | Charlotte's Web                         | Fern Arable                |                         |
| 2007 | Hounddog                                | Lewellen                   |                         |
| 2007 | Cutlass                                 | Lacy                       | Korte film              |
| 2008 | The Secret Life of Bees                 | Lily Owens                 |                         |
| 2009 | Coraline                                | Coraline Jones             | Stemrol                 |
| 2009 | Push                                    | Cassie Holmes              |                         |
| 2009 | Fragments – Winged Creatures            | Anne Hagen                 |                         |
| 2009 | The Twilight Saga: New Moon             | Jane Volturi               |                         |
| 2010 | The Runaways                            | Cherie Currie              |                         |
| 2010 | The Twilight Saga: Eclipse              | Jane Volturi               |                         |
| 2012 | The Twilight Saga: Breaking Dawn Part 2 | Jane Volturi               |                         |
| 2012 | Celia                                   | Hannah Jones               | Korte film              |
| 2012 | The Motel Life                          | Annie James                |                         |
| 2012 | Now Is Good                             | Tessa Scott                |                         |
| 2013 | Night Moves                             | Dena Brauer                |                         |
| 2013 | The Last of Robin Hood                  | Beverly Aadland            |                         |
| 2014 | Very Good Girls                         | Lilly Berger               |                         |
| 2014 | Effie Gray                              | Euphemia "Effie" Gray      |                         |
| 2014 | Every Secret Thing                      | Ronnie Fuller              |                         |
| 2014 | Yellowbird                              | Delf                       | Stemrol; Engelse versie |
| 2015 | The Benefactor                          | Olivia                     |                         |
| 2016 | Brimstone                               | Liz / Joanna               |                         |
| 2016 | American Pastoral                       | Merry Levov                |                         |
| 2016 | The Escape                              | Lily                       | Korte film              |
| 2017 | Zygote                                  | Barklay                    | Korte film              |
| 2017 | Please Stand By                         | Wendy Welcott              |                         |
| 2018 | Ocean's 8                               | Penelope Stern             |                         |
| 2019 | Once Upon a Time... in Hollywood        | Lynette "Squeaky" Fromme   |                         |
| 2019 | Sweetness in the Belly                  | Lily Abdal                 |                         |
| 2023 | The Equalizer 3                         | Emma Collins               |                         |
| 2024 | The Watchers                            | Mina                       |                         |

### Televisie
| Jaar | Titel                          | Rol                | Notities                               |
| ---- | ------------------------------ | ------------------ | -------------------------------------- |
| 2000 | ER                             | Dekia Chadsey      | afl. "The Fastest Year"                |
| 2000 | Ally McBeal                    | Ally (5 jaar)      | afl. "Ally McBeal: The Musical Almost" |
| 2000 | Strong Medicine                | Edie's Girl        | afl. "Misconceptions"                  |
| 2000 | CSI: Crime Scene Investigation | Brenda Collins     | afl. "Blood Drops"                     |
| 2000 | The Practice                   | Alessa Engel       | afl. "The Deal"                        |
| 2000 | Spin City                      | Cindy              | afl. "Toy Story                        |
| 2001 | Malcolm in the Middle          | Emily              | afl. "New Neighbors"                   |
| 2001 | The Fighting Fitzgeralds       | Marie              | afl. "Pilot"                           |
| 2001 | Family Guy                     | Little Girl        | afl. "To Love and Die in Dixie"        |
| 2001 | The Ellen Show                 | jonge Ellen        | afl. "Missing the Bus"                 |
| 2002 | Taken                          | Allie Keys         | 10 afleveringen                        |
| 2004 | Friends                        | Mackenzie          | afl. "The One with Princess Consuela"  |
| 2004 | Justice League Unlimited       | jonge Wonder Woman | Stemrol, afl. "Kids Stuff"             |
| 2018 | The Alienist                   | Sara Howard        | 20 afleveringen                        |
| 2019 | Gen:Lock                       | Miranda Worth      | 7 afleveringen                         |
| 2022 | The First Lady                 | Susan Ford         | 10 afleveringen                        |
| 2024 | Ripley                         | Marge Sherwood     | 8 afleveringen                         |